# Kępa Barcicka
Kępa Barcicka – przysiółek wsi Barcice w Polsce, położony w województwie mazowieckim, w powiecie wyszkowskim, w gminie Somianka.
W latach 1975–1998 przysiółek administracyjnie należał do województwa ostrołęckiego.